# 渡辺裕介 (競艇解説者)
渡辺 裕介（わたなべ ゆうすけ、1987年〈昭和62年〉11月28日 - ）は、日本の競艇解説者。
福岡県福岡市出身。トータリゼータエンジニアリング所属。
身長189.2cm、血液型A型。

## 来歴・人物
生まれ育ちともに福岡県福岡市南区。
福岡市立玉川小学校卒業。福岡市立春吉中学校卒業。筑陽学園高等学校卒業。久留米大学文学部卒業。
大学時代は丸永製菓、ふく鮨本舗の三太郎、スポーツ紙の編集アルバイトをしていた。幼い頃から競艇に慣れ親しんだ渡辺は、スポーツ紙の編集のアルバイトをきっかけに、更に競艇にハマる。そこで培った知識を糧に、卒業後はインターネット予想から始まり、現在はコメンテーターへ。
2016年10月から、唐津競艇場の直前予想「ズバッと!!なべチャンネル」で解説を担当。競艇解説の傍ら、豊富な美容知識を生かしたトークを行う。
鋭い観察力でレース直前のモーター動向をキャッチ。それに豊富なデータを織り交ぜての予想は全国のファンから定評がある。
酒豪として知られている。趣味はゴルフ。現在ベストスコアは76。
ボートレース専門チャンネルでは「点数を絞った予想で高い回収率を誇る予想のスペシャリスト」と呼ばれて親しまれている。

## エピソード
- 渡辺の予想があまりにも2、3着が抜けるため"なべパターン(NBP)"や"なべる"などの造語が生まれた。NBPの名付け親は、タレントのいっちゃく先生 [7]。似たような抜け方をする平和島競艇場ニコ生MCのこんせいそんのニックネームから、「西のデス神」とも呼ばれる。
- 第3回住信SBIネット銀行賞では、渡辺の予想があまりに当たらないので駄々を捏ねた [8]。
- レーサーのプライベートに密着し、唐津の観光、スポーツ、グルメスポットなどを紹介する「か・らっキーちゃんねる」の制作費を酒代で使い果たしてしまった [9]。

## 出演

### テレビ番組
- レギュラー出演
  - 日本レジャーチャンネル（JLC）（不定期、スカパー!)

### テレビドラマ
- ゲスト出演
  - 勝負師はつらいよ 第53話（2014年、スカパー!)

### Web番組
- レギュラー出演
  - ボートレースからつ裏実況
- ゲスト出演
  - こんせいそんのスタジオ生放送!（平和島競艇場公式ニコニコ生放送）
  - ボートキャスト（2021年10月30日 - 2021年10月31日）
  - わかまチューブ（若松ボート公式You Tube）
  - ボートレースバラエティ “ブッちぎりィ!!”（2023年3月9日）

### テレビCM・広告
- GⅠ全日本王者決定戦 開設63周年記念 開催告知CM

### ミュージックビデオ
- HY
  - 「366日」[10]

## 書籍

### 雑誌
- ボートレースからつ攻略ブック2025（2025年3月8日）

### 著書
- 渡辺裕介監修 BOATRACEからつ攻略BOOK for 2020（2020年1月15日）
- 渡辺裕介監修 BOATRACEからつ攻略BOOK for 2021（2020年12月25日）
- 渡辺裕介監修 BOATRACEからつ攻略BOOK for 2022（2022年2月10日）
- 渡辺裕介監修 BOATRACEからつ攻略BOOK for 2023（2023年2月25日）
- 渡辺裕介監修 BOATRACEからつ攻略BOOK for 2024（2024年2月7日）